# 이시카와 노리유키
이시카와 노리유키(일본어: 石川憲之, 1634년 4월 28일 ~ 1707년 8월 8일)는 에도 시대 전기부터 중기까지의 다이묘이다. 오미 제제번 제2대 번주, 이세 가메야마 번주, 야마시로 요도번 초대 번주를 지냈다. 이세 가메야마 번 이시카와가(伊勢亀山藩石川家) 제4대 당주.
노리유키는 제제 번 선대 번주 이시카와 다다후사의 장손이자 제제 번 세자 이시카와 가도카쓰의 장남이다.
| 전임 이시카와 다다후사 | 제2대 제제번 번주 (이시카와가) 1651년 | 후임 혼다 도시쓰구 |

| 전임 혼다 도시쓰구 | 이세 가메야마 번 번주 (이시카와가) 1651년 ~ 1669년 | 후임 이타쿠라 시게쓰네 |

| 전임 나가이 나오유키 | 제1대 요도번 번주 (이시카와가) 1669년 ~ 1706년 | 후임 이시카와 요시타카 |